# Høredynamik
Høredynamik eller “Høretolerance” er forskellen i decibel (dB) mellem det lydtryk, som hørelsen netop kan opfatte ved en given tone, og det lydtryk hvor samme tone opfattes som ubehagelig, som følt påvirkning eller som smerte: den såkaldte belastbarhedsgrænse, som kaldes UnComfortable Level eller UCL. 
Høredynamikken eller -tolerancen testes oftest med et såkaldt Audiometer.
Høredynamikken ændres med lydens frekvens, som er antallet af lydsvingninger per sekund (Hertz eller Hz). Fx vil en høredynamik på over 80 dB være nær det maksimalt opnåelige ved 125 Hz; ved 6.000 Hz vil en høredynamik på over 110 dB være acceptabel, mens høredynamikken i det egentlige taleområde mellem 500- og 4.000 Hz helst skal ligge mellem 130- og 140 dB for at hørelsen kan siges at være fuldt ud anvendelig. En hørelse der er fuldt ud anvendelig kan høreoptatte tale under normale omstændigheder. Med en hørelse hvis dynamik eller tolerance er mangelfuld vil det ofte være nødvendigt at bruge både forstand og eftertanke for at opfatte tale. Noget som er såvel opmærksomhedskrævende som tidskrævende. Noget som gør at væsentlige dele af en mundtlig besked eller henvendelse naturligt kan gå tabt.
Teksten er skrevet af Kaare p Johannesen som bl.a. Er forfatter til Kurer ordblindhed! Borgen 2010. Og til www.ordblinde.dk og www.hyperacusi.dk